# Frédéric Mestreau
Frédéric Mestreau, né le 15 février 1825 à Saint-Pierre-d'Oléron (Charente-Inférieure) et mort le 19 septembre 1891 à Saint-Georges-de-Didonne (Charente-Inférieure), est un homme politique français.

## Biographie
Négociant et banquier à Saintes, c'est un opposant au Second Empire. Nommé  préfet de la Charente-Inférieure le 5 septembre 1870, il est élu député en février 1871. Invalidé, car inéligible du fait de ses fonctions de préfet, il est réélu à l'élection partielle de juillet 1871. Il siège à gauche et soutient le gouvernement Thiers. Battu aux législatives de février 1876 à Saintes, il est par contre élu lors d'une partielle dans l'arrondissement Marennes en novembre 1876. Il est l'un des 363 qui refusent la confiance au gouvernement de Broglie le 16 mai 1877. Il est réélu député en 1877 et 1881. En janvier 1885, il est élu sénateur de la Charente-Maritime. Il est conseiller général du canton de Saujon de 1871 à 1874 puis de celui de La Tremblade de 1878 à 1889.

## Sources
- « Frédéric Mestreau », dans Adolphe Robert et Gaston Cougny, Dictionnaire des parlementaires français, Edgar Bourloton, 1889-1891 [détail de l’édition]
- « Frédéric Mestreau », dans le Dictionnaire des parlementaires français (1889-1940), sous la direction de Jean Jolly, PUF, 1960 [détail de l’édition]